# Krakovské velkovévodství
Krakovské velkovévodství (polsky Wielkie Księstwo Krakowskie, německy Großherzogtum Krakau) bylo území, které bylo vytvořeno po anexi Svobodného města Krakov v roce 1846 Rakouským císařstvím. Rozkládalo se v okolí města Krakov.
Po tzv. krakovském povstání v roce 1846, které bylo potlačeno rakouským vojskem, Rakousko využilo svého práva dle tajné smlouvy mezi Rakouskem, Ruskem a Pruskem z roku 1835 a přičlenilo dříve nezávislé Svobodné město Krakov do svého území. Tato situace se neobešla bez problémů s Pruskem, které realizovalo svůj export do Haliče a Kongresového Polska přes bezcelní zónu Svobodného města, ale nakonec Prusko ustoupilo spojenému tlaku Ruska a Rakouska. Počáteční správy velkovévodství se ujal hrabě M. Deym, který úspěšně potlačil povstání v roce 1848, a v roce 1853 bylo velkovévodství rozděleno na tři okresy.
Fakticky bylo velkovévodství spravováno v rámci korunní země Halič, která se formálně nazývala Království Haličské a Vladimiřské s vévodstvími Osvětimským a Zátorským a s velkovévodstvím Krakovským (německy Königreich Galizien und Lodomerien mit dem Großherzogtum Krakau und den Herzogtümern Auschwitz und Zator) a tedy tato korunní země sestávala ze čtyř zemí – Haličsko-vladimiřského království, Osvětimského a Zátorského knížectví a Krakovského velkovévodství. Každá z těchto zemí měla vlastní vlajku a znak a byla zvlášť jmenována v plné titulatuře císaře.
Vlajka velkovévodství sestávala ze tří vodorovných pásů – žlutého, modrého a bílého, znak velkovévodství představoval stříbrný orel na červeném poli, který má na prsou městský znak Krakova. Praktické využití znaku a vlajky však bylo mizivé.
Titul krakovského velkovévody přijal již císař František I., spolu s titulem haličsko-vladimiřského krále. Tento titul měl pravděpodobně legitimovat habsburskou vládu nad částmi Polska po jeho třetím dělení, i když nad Krakovem přímo nevládl, neboť stejným aktem přijal i podobné formální tituly jako kníže Mazovska, kníže Sandoměřský a kníže Lublinský. Titul zanikl s posledním habsburským císařem Karlem I. v roce 1918 vznikem samostatného Polska.